# Christine Baranski

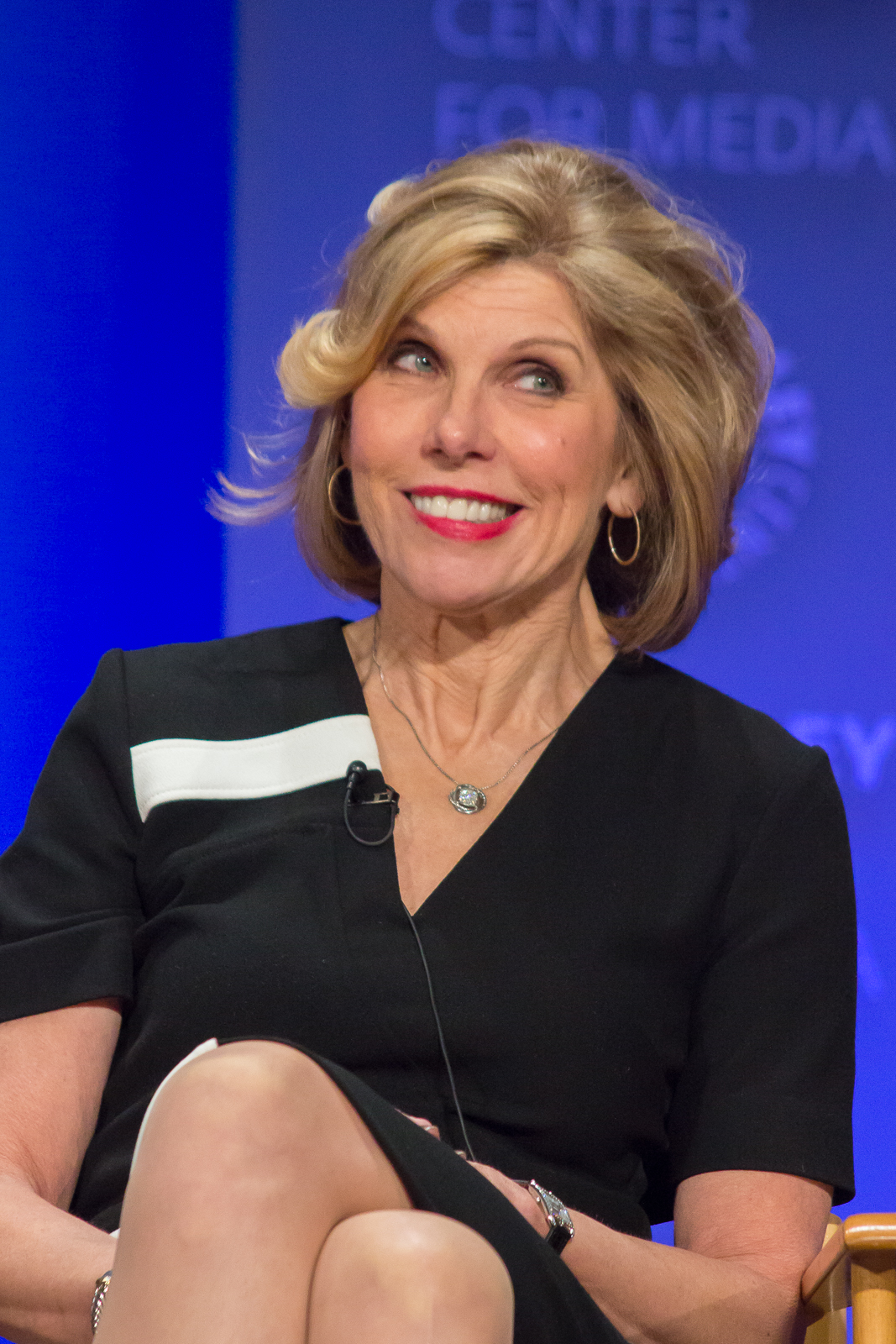
Christine Baranski (2015)

Christine Jane Baranski (* 2. Mai 1952 in Buffalo, New York) ist eine US-amerikanische Schauspielerin. Sie wurde mehrfach ausgezeichnet, unter anderem mit dem Emmy und dem Tony Award. 

## Leben

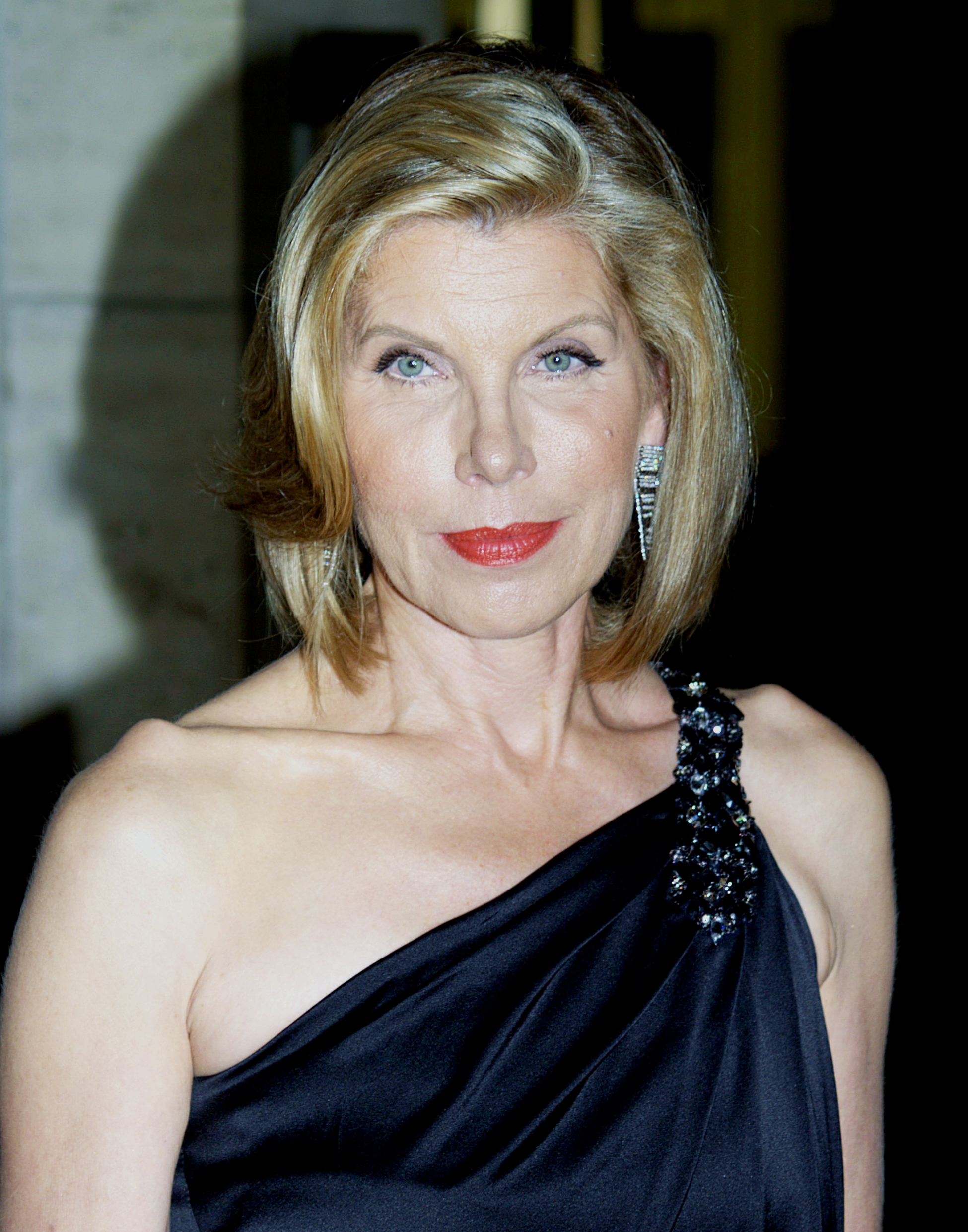
Christine Baranski (2010)

Der Vater von Christine Baranski, ein polnischstämmiger Amerikaner, war Redakteur einer polnischsprachigen Zeitung. Christine Baranski besuchte die Villa Maria Academy und studierte an der Juilliard School.
Baranski debütierte 1980 in dem preisgekrönten Fernsehfilm Spiel um Zeit (Playing for Time) nach einem Drehbuch von Arthur Miller, in dem sie neben Vanessa Redgrave spielte. 1986 trat sie in 9½ Wochen neben Mickey Rourke und Kim Basinger auf und spielte in der Komödie Staatsanwälte küßt man nicht an der Seite von Robert Redford, Debra Winger und Daryl Hannah. Von 1995 bis 1998 spielte Baranski neben Cybill Shepherd die weibliche Hauptrolle in der Fernsehserie Cybill.
In der Komödie The Birdcage – Ein Paradies für schrille Vögel spielte Baranski 1996 die Rolle der Katherine Archer, als Mutter von Val Goldman (Dan Futterman). In der Komödie Der Grinch trat sie 2000 neben Jim Carrey auf. In dem Film Chicago spielte Baranski 2002 neben Renée Zellweger und Catherine Zeta-Jones. 2008 war sie in dem Film Mamma Mia! in der Rolle der Tanya neben Meryl Streep, Pierce Brosnan und Julie Walters zu sehen, in dem sie wie ihre Kollegen ihr Gesangstalent unter Beweis stellte. 2018 spielte sie auch im zweiten Teil Mamma Mia! Here We Go Again wieder die Rolle der Tanya.
Von 2009 bis 2016 spielte sie in der Fernsehserie Good Wife die Rolle der Anwältin Diane Lockhart sowie seit 2017 die Hauptrolle im Spin-off der Serie, The Good Fight. Gelegentlich trat sie von 2009 bis 2019 in der Sitcom The Big Bang Theory in der Rolle der Mutter von Leonard Hofstadter auf.
2018 wurde sie in die Academy of Motion Picture Arts and Sciences aufgenommen, die jährlich die Oscars vergibt.
2021 wurde sie für das Lied Angel Eyes und 2024 für I’ve Been Waiting For You und Super Trouper im Vereinigten Königreich mit jeweils einer Silbernen Schallplatte ausgezeichnet. 

## Privates
Christine Baranski war von 1983 bis zu seinem Tod im Mai 2014 mit dem Schauspieler Matthew Cowles verheiratet und hat zwei Töchter. Sie lebt in Connecticut.

## Auszeichnungen und Nominierungen
Primetime Emmy Award
- 1995: Auszeichnung als Beste Nebendarstellerin in einer Comedyserie Cybill
- 1996: Nominierung als Beste Nebendarstellerin in einer Comedyserie Cybill
- 1997: Nominierung als Beste Nebendarstellerin in einer Comedyserie Cybill
- 1998: Nominierung als Beste Nebendarstellerin in einer Comedyserie Cybill
- 1999: Nominierung als Beste Gastdarstellerin in einer Comedyserie Frasier
- 2009: Nominierung als Beste Gastdarstellerin in einer Comedyserie The Big Bang Theory
- 2010: Nominierung als Beste Gastdarstellerin in einer Comedyserie The Big Bang Theory
- 2010: Nominierung als Beste Nebendarstellerin in einer Dramaserie Good Wife
- 2011: Nominierung als Beste Nebendarstellerin in einer Dramaserie Good Wife
- 2012: Nominierung als Beste Nebendarstellerin in einer Dramaserie Good Wife
- 2013: Nominierung als Beste Nebendarstellerin in einer Dramaserie Good Wife
- 2014: Nominierung als Beste Nebendarstellerin in einer Dramaserie Good Wife
- 2015: Nominierung als Beste Nebendarstellerin in einer Dramaserie Good Wife
- 2015: Nominierung als Beste Gastdarstellerin in einer Comedyserie The Big Bang Theory
- 2016: Nominierung als Beste Gastdarstellerin in einer Comedyserie The Big Bang Theory

Golden Globe Award
- 1996: Nominierung als Beste Nebendarstellerin – Serie, Mini-Serie oder TV-Film für Cybill
- 1997: Nominierung als Beste Nebendarstellerin – Serie, Mini-Serie oder TV-Film für Cybill
- 2022: Nominierung als Beste Serien-Hauptdarstellerin – Drama für The Good Fight

Screen Actors Guild Award
- 1996: Nominierung als Bestes Schauspielensemble in einer Comedyserie für Cybill
- 1996: Auszeichnung als Beste Darstellerin in einer Comedyserie für Cybill
- 1997: Nominierung als Beste Darstellerin in einer Comedyserie für Cybill
- 1997: Auszeichnung als Bestes Schauspielensemble für The Birdcage – Ein Paradies für schrille Vögel
- 2003: Auszeichnung als Bestes Schauspielensemble für Chicago
- 2010: Nominierung als Bestes Schauspielensemble in einer Dramaserie für Good Wife
- 2011: Nominierung als Bestes Schauspielensemble in einer Dramaserie für Good Wife
- 2012: Nominierung als Bestes Schauspielensemble in einer Dramaserie für Good Wife

Tony Award
- 1984: Auszeichnung als Beste Nebendarstellerin für The Real Thing
- 1989: Auszeichnung als Beste Nebendarstellerin für Rumors

Critics’ Choice Movie Award
- 2003: Auszeichnung als Bestes Schauspielensemble für Chicago
- 2016: Nominierung als Bestes Schauspielensemble für Into the Woods

Critics’ Choice Television Award
- 2012: Nominierung als Beste Nebendarstellerin in einer Dramaserie für Good Wife
- 2014: Nominierung als Beste Nebendarstellerin in einer Dramaserie für Good Wife
- 2015: Nominierung als Beste Nebendarstellerin in einer Dramaserie für Good Wife
- 2016 (Dez.): Nominierung als Beste Nebendarstellerin in einer Dramaserie für Good Wife
- 2018: Nominierung als Beste Hauptdarstellerin in einer Dramaserie für The Good Fight

## Filmografie (Auswahl)
- 1964: Another World (Fernsehserie)
- 1970: All My Children (Fernsehserie)
- 1980: Spiel um Zeit (Playing for Time, Fernsehfilm)
- 1980: Das Mädchenorchester von Auschwitz (Playing for Time, Fernsehfilm)
- 1982: Soup for One
- 1982: A Midsummer Night’s Dream
- 1983: Lovesick – Der liebeskranke Psychiater (Lovesick)
- 1984: Crackers – Fünf Gauner machen Bruch (Crackers)
- 1986: 9½ Wochen (Nine ½ Weeks)
- 1986: Staatsanwälte küßt man nicht (Legal Eagles)
- 1990: Die Affäre der Sunny von B. (Reversal of Fortune)
- 1991, 1994: Law & Order (Fernsehserie, 3 Folgen)
- 1993: Die Addams Family in verrückter Tradition (Addams Family Values)
- 1993: Die Nacht mit meinem Traummann (The Night We Never Met)
- 1994: No Panic – Gute Geiseln sind selten (The Ref)
- 1994: Das Baumhaus (The War)
- 1995–1998: Cybill (Fernsehserie, 87 Folgen)
- 1996: The Birdcage – Ein Paradies für schrille Vögel (The Birdcage)
- 1997: Hinterm Mond gleich links (3rd Rock from the Sun, Fernsehserie, Folge 2x24)
- 1998: Bulworth
- 1998: Immer noch ein seltsames Paar (The Odd Couple II)
- 1999: Eiskalte Engel (Cruel Intentions)
- 1999: Bowfingers große Nummer (Bowfinger)
- 2000: Der Grinch (How the Grinch Stole Christmas)
- 2001: Frasier (Fernsehserie, Folge 6x20)
- 2002: Der Super-Guru (The Guru)
- 2002: Chicago
- 2003: Eloise im Plaza-Hotel (Eloise at the Plaza, Fernsehfilm)
- 2003: Eloise – Weihnachten im Plaza-Hotel (Eloise at Christmastime, Fernsehfilm)
- 2004: Willkommen in Mooseport (Welcome to Mooseport)
- 2005: Ghost Whisperer – Stimmen aus dem Jenseits (Ghost Whisperer. Fernsehserie, 2 Folgen)
- 2006: Relative Strangers – Eltern und andere Katastrophen (Relative Strangers)
- 2006: Bonneville – Reise ins Glück (Bonneville)
- 2008: Mamma Mia!
- 2009–2016: Good Wife (The Good Wife, Fernsehserie, 156 Folgen)
- 2009, 2011, 2013–2019: The Big Bang Theory (Fernsehserie, 16 Folgen)
- 2010: Der Kautions-Cop (The Bounty Hunter)
- 2010: Psych (Fernsehserie, Folge 4x02)
- 2014: Into the Woods
- 2016: Trolls (Stimme)
- 2016: Die Erfindung der Wahrheit (Miss Sloane)
- 2017–2022: The Good Fight (Fernsehserie)
- 2017: Bad Moms 2 (A Bad Moms Christmas)
- 2018: Mamma Mia! Here We Go Again
- 2019: Young Sheldon (Fernsehserie, Folge 2x22)
- 2019: The Bravest Knight (Stimme, Fernsehserie, 2 Folgen)
- seit 2022: The Gilded Age (Fernsehserie)